# 慶元條法事類
《庆元条法事类》（以下简称《事类》）书名，南宋谢深甫监修。全书共80卷，附录2卷。所收为南宋（1127起）初年至庆元(1195～1200)间。
《事类》是宋宁宗赵扩时的法令汇编。八十卷。所收为南宋初年(1127年)至庆元年间(1195—1200年)敕、令、格、式和随敕申明，今存残本有职制、选举、文书、榷禁、财用、库务、赋役、农桑、道释、公吏、刑狱、当赎、服制、蛮夷、畜产和杂门，共十六门，各门之下又分若干类。
尽管残本不足原书之半，仍保存了有关政治、经济、军事、刑法、服饰等各方面的法令，为研究宋史，特别是中国法制史的珍贵资料。
宋初《重详定刑统》基本照抄唐律，很多令文已不适用于宋代社会，因此不断编纂各种法令汇编与类编。然而宋时法令汇编唯有《庆元条法事类》残本传世，缺卷一，卷二，卷十八至二十七，卷三十三至三十五，卷三十八至四十六，卷五十三至七十二，共计四十四卷，又卷三亦为残卷。
《庆元条法事类》为南宋法律、经济资料的汇编。现存正文缺44卷，仅余38卷，缺佚虽多，但保存的宋代史料可以补充史志的不少。如南宋王应麟所辑《玉海》，载《建隆考课令》有四善、四最,而四最只记下三最。根据《庆元条法事类》所载,则还有“民籍增益，进丁入老，为生齿之最”一条，正好补《玉海》之缺。此外,本书所载的《十科荐举令》,就是《宋史·选举志》所说的绍兴三年(1133)恢复司马光建议施行的十科举士之法时所颁的具体法令；《武臣荐举格》就是《玉海》铨选类所提到的隆兴元年(1163)正月一日三省、枢密院所奏请颁行的法令的具体内容。这些就是补充《宋史》与《玉海》不足的具体例证，具有较高的史料价值。
先是，宋代吏部七司有《条法总类》，作为各司办事的依据。淳熙(1174～1189)时，宋孝宗命按七司所掌政事分类,改编成《淳熙条法事类》,以便检阅。宁宗(1194～1224在位)时依淳熙故事，命宰相谢深甫等据庆元四年(1198)九月所颁《庆元重修令格式》改编成《庆元条法事类》。书成于嘉泰二年(1202) 八月，于次年颁行，因此《直斋书录解题》把此书称做《嘉泰条法事类》。本书末附录《开禧重修尚书吏部侍郎右选格》2卷,为开禧二年(1206)三月所颁《开禧重修七司法》中的部分内容。本书流传甚少，清乾隆以后有抄本五种（其中一种藏日本岩崎氏），缺卷相同，似乎是同出一源，其所根据的祖本则不详。
现今通行的为燕京大学图书馆于1948年10月据常熟瞿氏本印行的版本。
1. ↑  . ctext.org.   [2023-08-31]. （原始内容存档于2023-08-31） （中文（中国大陆））.